# Trimetilsilile

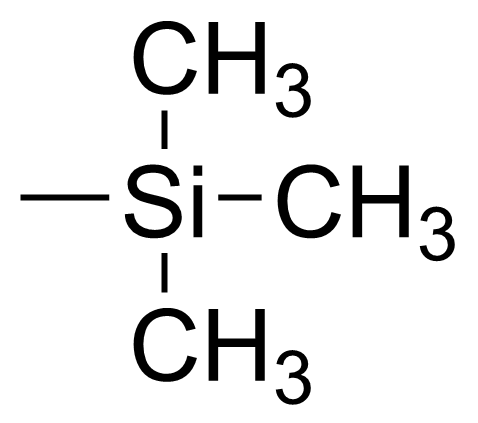
Il gruppo trimetilsilile

Il trimetilsilile è un gruppo funzionale della chimica organica, in genere abbreviato come TMS. È composto da tre gruppi metile legati a un atomo di silicio [–Si(CH3)3], che viene poi connesso al resto della molecola. Questo gruppo funzionale è caratterizzato da inerzia chimica ed elevato volume. Il gruppo trimetilsilile trova impiego principalmente come gruppo protettivo. In altri casi si può sfruttare l'ingombro sterico del gruppo TMS per controllare la stereochimica della reazione o per rendere inerte una molecola molto reattiva; un esempio si osserva nei tetraedrani.
Un gruppo trimetilsilile legato ad un ulteriore gruppo metile forma il tetrametilsilano, anch'esso abbreviato come TMS, usato come standard in spettroscopia NMR.

## TMS come gruppo protettivo
Nelle sintesi organiche si usa a volte un reagente trimetilsililante per derivatizzare composti contenenti gruppi come  –OH, –NH o –COOH al fine di bloccare la reattività di tali gruppi protici. Il trimetilclorosilano è un esempio comune di reattivo trimetilsililante. Il gruppo TMS sostituisce l'idrogeno formando gruppi [–O–Si(CH3)3]. La presenza di gruppi TMS nella molecola tende a renderla più solubile in solventi organici. Inoltre, la mancanza di legami idrogeno rende la molecola più volatile, facilitando le analisi di gascromatografia e spettrometria di massa. Finita la reazione voluta, il gruppo TMS può essere rimosso reintroducendo l'idrogeno con attente reazioni di idrolisi o alcoolisi.